# Euryte
Euryte (altgriechisch Εὐρύτη Eurýtē) ist in der griechischen Mythologie eine Tochter des Hippodamas.
Sie heiratete Porthaon, den König von Pleuron und Kalydon. Mit ihm hatte sie die Söhne Oineus, Agrios, Alkathoos, Melas und Leukopeus, sowie die Tochter Sterope, die die Mutter der Sirenen gewesen sein soll.